# Jingo-ji

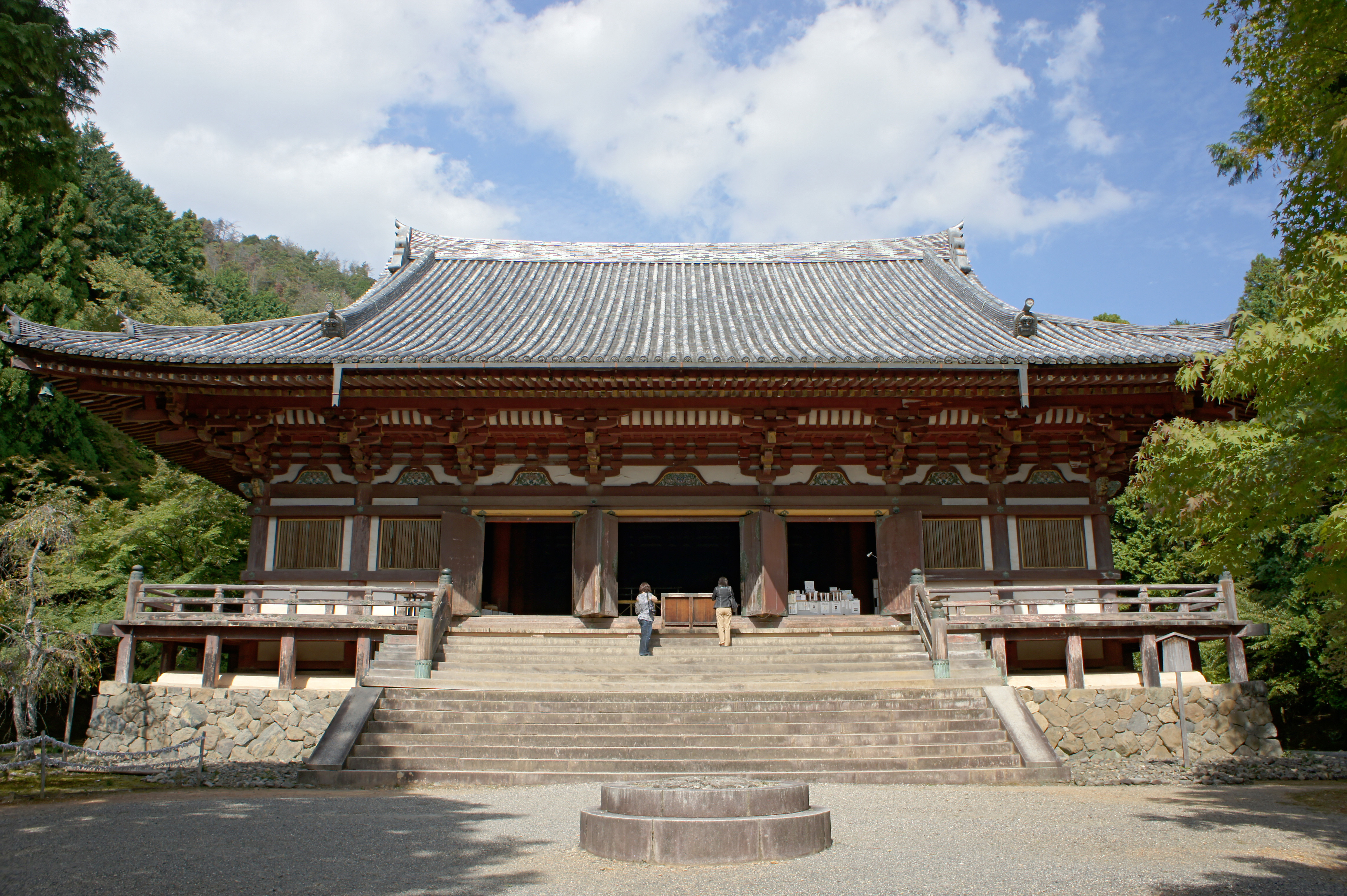
Kondō

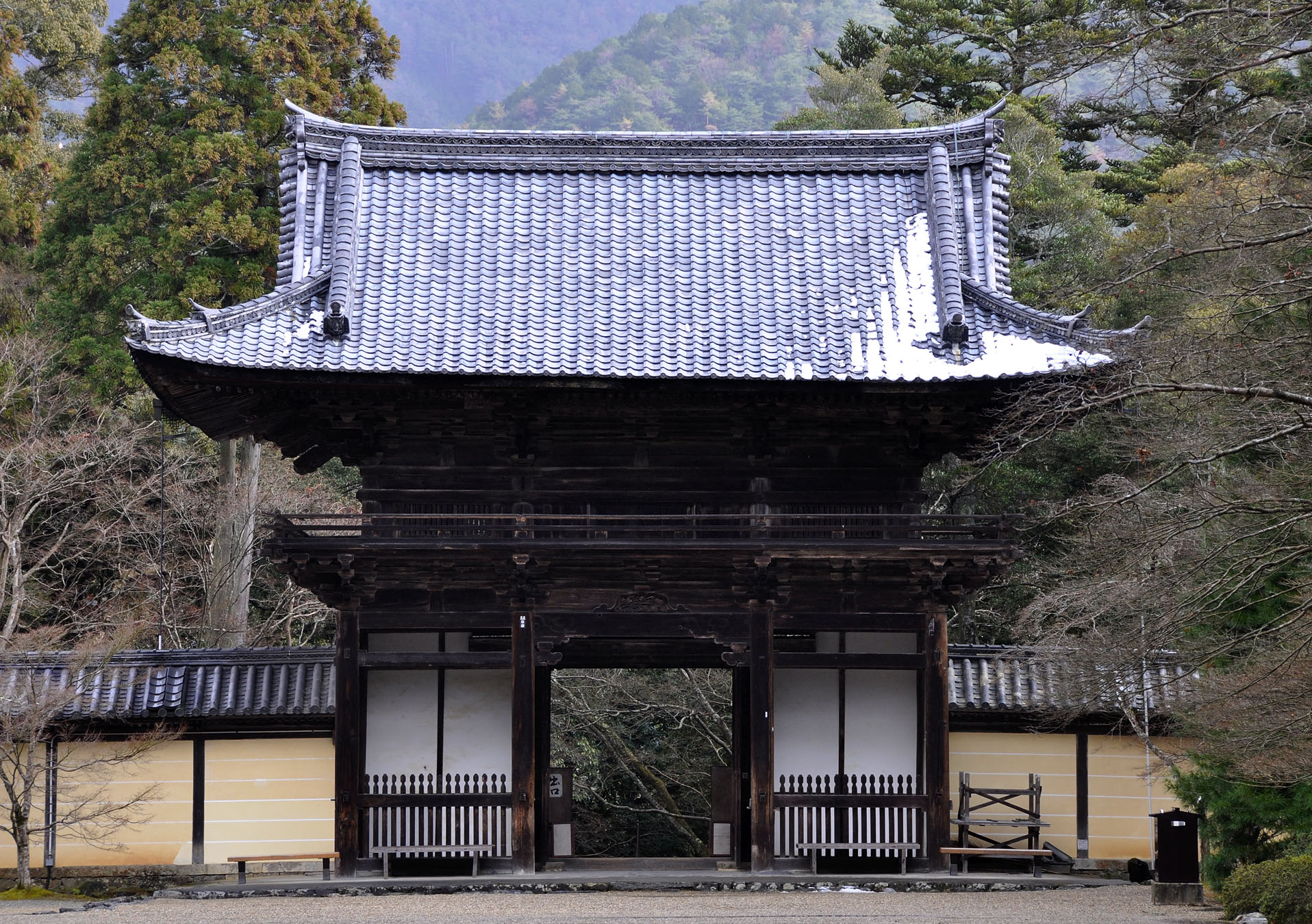
Rōmon (vista dall'interno del tempio)

Jingo-ji (神護寺) è un tempio buddista di Kyoto. Sorge sul monte Takao a nord-ovest del centro della città. Il tempio aderisce al Buddismo Shingon. La sua immagine principale è una statua di Bhaiṣajyaguru (Yakushi Nyorai), il Buddha della Guarigione o "Buddha della Medicina".
Il tempio fu fondato per la prima volta nell'anno 824, come fusione di due templi privati fondati in precedenza da Wake no Kiyomaro. Erano il Jingan-ji (神願寺) nella provincia natale di Kiyomaro e il Takaosan-ji (高雄山寺).

## Tesori Nazionali
Jingo-ji detiene sedici tesori nazionali del Giappone. Includono l'honzon e altre statue. Un altro tesoro è un elenco scritto da Kūkai nell'812 chiamato "Elenco dei nomi degli Abhiṣeka [iniziati]" (灌頂歴名, kanjōrekimyō) e mostra parte del talento di Kukai per la calligrafia. Questo elenco contiene persone e divinità nell'812 che subirono l'abhisheka, al tempio Takaosan-ji, presieduto da Kūkai.
Il Sutra buddista "Bimashōkyō", tradotto da Guṇabhadra, è stato tramandato al tempio. È "uno dei volumi dell'Issaikyō (un corpus buddista), comunemente noto come Jingo-ji kyō ... Il corpus originariamente consisteva in più di 5.400 volumi in totale, ma ne rimangono solo 2.317 poiché il resto era sparso all'esterno il tempio".

## Edifici
Gli edifici di Jingo-ji sono stati distrutti da incendi e guerre. Degli edifici originali, solo il Daishi-dō sopravvisse alla guerra Ōnin; anche l'attuale Daishi-dō è di data incerta. Itakura Katsushige, un daimyō ed ex Kyōto Shoshidai nello shogunato Tokugawa, commissionò un'importante ricostruzione nel 1623. Un'altra ricostruzione ebbe luogo negli anni '30 con il contributo di Gendō Yamaguchi. Le strutture attuali includono quanto segue:
- Rōmon (1623)
- Kondō (金堂, 1934), che ospita l'immagine centrale di Yakushi Nyorai, il Buddha della guarigione
- Bishamon-dō (1623)
- Godai-dō (五大堂, 1623), che ospita statue di Fudō Myōō e altre divinità
- Campanile (1623)
- Daishi-dō (大師堂, data non registrata)
- Tahōtō (1934)

Il tempio si trova sopra il fiume Kiyotaki (清滝川, kiyotakigawa) e ha uno speciale pozzo cerimoniale (閼伽井, akai) costruito sul terreno. I visitatori possono acquistare minuscoli piatti di argilla da buttare fuori dalle famose scogliere, i kin'unkei (錦雲渓), che si affacciano sul fiume Kiyotaki, con la speranza che il proprio piatto colpisca il fiume molto più in basso.
Gli autobus dal centro della città arrivano a una fermata lungo la strada. Una lunga rampa di scale conduce al fiume e un breve ponte lo attraversa. Una scala simile conduce al cancello del tempio.